# Mecze reprezentacji Polski w piłce siatkowej mężczyzn w Pucharze Świata

## Mecze Polski

### Puchar Świata 1965
| Nr | Przeciwnik     | Miejsce  | Data        | Wynik (Polska-przeciwnik)            | Impreza        | Raport |
| -- | -------------- | -------- | ----------- | ------------------------------------ | -------------- | ------ |
| 1  | ZSRR           | Warszawa | 12 września | 2:3 (15:8, 6:15, 13:15, 15:5, 7:15)  | Runda wstępna  |        |
| 2  | Francja        | Warszawa | 13 września | 3:0 (15:3, 15:5, 15:9)               | Runda wstępna  |        |
| 3  | Węgry          | Warszawa | 14 września | 3:0 (15:6, 15:7, 15:10)              | Runda wstępna  |        |
| 4  | Japonia        | Łódź     | 16 września | 3:2 (15:8, 15:9, 6:15, 8:15, 15:5)   | Runda finałowa |        |
| 5  | NRD            | Łódź     | 17 września | 3:1 (15:11, 15:8, 10:15, 15:9)       | Runda finałowa |        |
| 6  | Czechosłowacja | Łódź     | 18 września | 3:2 (3:15, 15:10, 7:15, 15:11, 15:9) | Runda finałowa |        |
| 7  | Rumunia        | Łódź     | 19 września | 3:0 (15:6, 8:15, 15:8,15:9)          | Runda finałowa |        |

### Puchar Świata 1969
| Nr | Przeciwnik | Miejsce  | Data        | Wynik (Polska-przeciwnik)            | Impreza              | Raport |
| -- | ---------- | -------- | ----------- | ------------------------------------ | -------------------- | ------ |
| 1  | Brazylia   | Lipsk    | 13 września | 2:3 (8:15, 15:12, 17:19, 15:5, 7:15) | Runda wstępna        |        |
| 2  | Japonia    | Lipsk    | 14 września | 0:3 (14:16, 10:15, 9:15)             | Runda wstępna        |        |
| 3  | Kuba       | Lipsk    | 15 września | 3:0 (15:13, 16:14, 15:7)             | Runda wstępna        |        |
| 4  | Tunezja    | Schwerin | 17 września | 3:0 (15:12, 15:8, 15:2)              | Mecze o miejsca 7-11 |        |
| 5  | RFN        | Schwerin | 18 września | 3:0 (15:8, 15:5, 15:4)               | Mecze o miejsca 7-11 |        |
| 6  | Rumunia    | Schwerin | 28 września | 0:3 (10:15, 7:15, 13:15)             | Mecze o miejsca 7-11 |        |

### Puchar Świata 1977
| Nr | Przeciwnik | Miejsce | Data         | Wynik (Polska-przeciwnik)             | Impreza        | Raport |
| -- | ---------- | ------- | ------------ | ------------------------------------- | -------------- | ------ |
| 1  | Kanada     | Toyama  | 18 listopada | 3:0 (15:13, 15:7, 15:3)               | I runda        |        |
| 2  | Chiny      | Toyama  | 19 listopada | 3:1 (15:5, 15:6, 7:15, 15:7)          | I runda        |        |
| 3  | Bułgaria   | Nagoja  | 22 listopada | 3:1 (13:15, 15:11, 15:8, 15:4)        | II runda       |        |
| 4  | Brazylia   | Nagoja  | 23 listopada | 3:1 (15:4, 15:0, 9:15, 15:9)          | II runda       |        |
| 5  | ZSRR       | Nagoja  | 24 listopada | 3:2 (15:12, 15:5, 13:15, 7:15, 15:13) | II runda       |        |
| 6  | Japonia    | Tokio   | 27 listopada | 3:2 (15:17, 15:6, 15:11, 8:15, 15:12) | Runda finałowa |        |
| 7  | ZSRR       | Tokio   | 28 listopada | 0:3 (7:15, 9:15, 5:15)                | Runda finałowa |        |
| 8  | Kuba       | Tokio   | 29 listopada | 0:3 (13:15, 6:15, 15:17)              | Runda finałowa |        |

### Puchar Świata 1981
| Nr | Przeciwnik | Miejsce   | Data         | Wynik (Polska-przeciwnik)             | Impreza       | Raport |
| -- | ---------- | --------- | ------------ | ------------------------------------- | ------------- | ------ |
| 1  | Tunezja    | Saga      | 19 listopada | 3:0 (15:3, 15:8, 15:2)                | Puchar Świata |        |
| 2  | Włochy     | Nohgaka   | 20 listopada | 3:2 (15:7, 15:10, 10:15, 11:15, 15:6) | Puchar Świata |        |
| 3  | Kuba       | Matsuyama | 22 listopada | 0:3 (14:16, 4:15, 3:15)               | Puchar Świata |        |
| 4  | ZSRR       | Gifu      | 24 listopada | 2:3 (15:8, 11:15, 4:15, 15:13, 4:15)  | Puchar Świata |        |
| 5  | Japonia    | Tokio     | 26 listopada | 3:2 (15:13, 3:15, 8:15, 15:8, 15:13)  | Puchar Świata |        |
| 6  | Brazylia   | Jokohama  | 27 listopada | 0:3 (10:15, 11:15, 10:15)             | Puchar Świata |        |
| 7  | Chiny      | Tokio     | 28 listopada | 3:0 (15:11, 15:11, 15:11)             | Puchar Świata |        |

### Puchar Świata 2011
| Nr | Przeciwnik        | Miejsce | Data         | Wynik (Polska-przeciwnik)               | Impreza       | Raport |
| -- | ----------------- | ------- | ------------ | --------------------------------------- | ------------- | ------ |
| 1  | Kuba              | Nagoja  | 20 listopada | 3:0 (25:21, 25:23, 25:16)               | Puchar Świata |        |
| 2  | Serbia            | Nagoja  | 21 listopada | 3:1 (21:25, 25:18, 25:19, 30:28)        | Puchar Świata |        |
| 3  | Argentyna         | Nagoja  | 22 listopada | 3:1 (18:25, 25:20, 25:23, 25:22)        | Puchar Świata |        |
| 4  | Iran              | Osaka   | 24 listopada | 2:3 (25:23, 26:28, 25:8, 24:26, 11:15)  | Puchar Świata |        |
| 5  | Japonia           | Osaka   | 25 listopada | 3:1 (23:25, 25:21, 25:19, 25:18)        | Puchar Świata |        |
| 6  | Chiny             | Fukuoka | 27 listopada | 3:1 (17:25, 25:20, 25:21, 25:19)        | Puchar Świata |        |
| 7  | Stany Zjednoczone | Fukuoka | 28 listopada | 3:0 (25:15, 25:20, 25:18)               | Puchar Świata |        |
| 8  | Egipt             | Fukuoka | 29 listopada | 3:0 (25:21, 26:24, 25:21)               | Puchar Świata |        |
| 9  | Włochy            | Tokio   | 2 grudnia    | 3:2 (17:25, 20:25, 25:23, 25:21, 15:12) | Puchar Świata |        |
| 10 | Brazylia          | Tokio   | 3 grudnia    | 2:3 (25:18, 25:21, 18:25, 19:25, 12:15) | Puchar Świata |        |
| 11 | Rosja             | Tokio   | 4 grudnia    | 2:3 (23:25, 25:23, 22:25, 25:17, 15:17) | Puchar Świata |        |

### Puchar Świata 2015
| Nr | Przeciwnik        | Miejsce   | Data        | Wynik (Polska-przeciwnik)               | Impreza       | Raport |
| -- | ----------------- | --------- | ----------- | --------------------------------------- | ------------- | ------ |
| 1  | Tunezja           | Hamamatsu | 8 września  | 3:0 (25:17, 25:15, 25:20)               | Puchar Świata |        |
| 2  | Rosja             | Hamamatsu | 9 września  | 3:1 (26:28, 27:25, 25:19, 25:22)        | Puchar Świata |        |
| 3  | Argentyna         | Hamamatsu | 10 września | 3:1 (25:18, 19:25, 25:21, 27:25)        | Puchar Świata |        |
| 4  | Iran              | Hamamatsu | 12 września | 3:2 (18:25, 23:25, 25:15, 25:20, 15:11) | Puchar Świata |        |
| 5  | Wenezuela         | Hamamatsu | 13 września | 3:1 (25:27, 25:23, 25:16, 25:23)        | Puchar Świata |        |
| 6  | Kanada            | Toyama    | 16 września | 3:1 (23:25, 25:15, 25:19, 25:19)        | Puchar Świata |        |
| 7  | Egipt             | Toyama    | 17 września | 3:0 (25:20, 25:23, 25:18)               | Puchar Świata |        |
| 8  | Australia         | Toyama    | 18 września | 3:0 (25:15, 25:22, 25:17)               | Puchar Świata |        |
| 9  | Stany Zjednoczone | Tokio     | 21 września | 3:1 (17:25, 25:20, 25:23, 25:15)        | Puchar Świata |        |
| 10 | Japonia           | Tokio     | 22 września | 3:1 (24:26, 27:25, 25:21, 25:19)        | Puchar Świata |        |
| 11 | Włochy            | Tokio     | 23 września | 1:3 (24:26, 25:22, 22:25, 19:25)        | Puchar Świata |        |

### Puchar Świata 2019
| Nr | Przeciwnik        | Miejsce   | Data            | Wynik (Polska-przeciwnik)               | Impreza       | Raport |
| -- | ----------------- | --------- | --------------- | --------------------------------------- | ------------- | ------ |
| 1  | Tunezja           | Fukuoka   | 1 października  | 3:0 (25:16, 25:23, 25:12)               | Puchar Świata |        |
| 2  | Japonia           | Fukuoka   | 2 października  | 3:1 (25:23, 25:17, 19:25, 25:17)        | Puchar Świata |        |
| 3  | Stany Zjednoczone | Fukuoka   | 4 października  | 1:3 (19:25, 20:25, 26:24, 25:27)        | Puchar Świata |        |
| 4  | Argentyna         | Fukuoka   | 5 października  | 3:1 (27:29, 25:17, 25:18, 26:24)        | Puchar Świata |        |
| 5  | Włochy            | Fukuoka   | 6 października  | 3:0 (25:18, 25:18, 25:22)               | Puchar Świata |        |
| 6  | Rosja             | Hiroszima | 9 października  | 3:1 (25:27, 25:21, 25:18, 25:22)        | Puchar Świata |        |
| 7  | Egipt             | Hiroszima | 10 października | 3:0 (25:19, 25:18, 25:16)               | Puchar Świata |        |
| 8  | Australia         | Hiroszima | 11 października | 3:0 (25:18, 25:20, 25:9)                | Puchar Świata |        |
| 9  | Brazylia          | Hiroszima | 13 października | 2:3 (25:19, 23:25, 19:25, 25:16, 11:15) | Puchar Świata |        |
| 10 | Kanada            | Hiroszima | 14 października | 3:0 (25:23, 26:24, 25:20)               | Puchar Świata |        |
| 11 | Iran              | Hiroszima | 15 października | 3:0 (25:18, 25:18, 25:16)               | Puchar Świata |        |

## Bilans spotkań według krajów
| Lp.   | Reprezentacja     | Liczba meczów | Wygrane | Wygrane | Wygrane | Przegrane | Przegrane | Przegrane | Bilans meczów wygrane:przegrane | Bilans setów wygrane:przegrane |
| Lp.   | Reprezentacja     | Liczba meczów | 3:0     | 3:1     | 3:2     | 2:3       | 1:3       | 0:3       | Bilans meczów wygrane:przegrane | Bilans setów wygrane:przegrane |
| ----- | ----------------- | ------------- | ------- | ------- | ------- | --------- | --------- | --------- | ------------------------------- | ------------------------------ |
| 1     | Argentyna         | 3             | 0       | 3       | 0       | 0         | 0         | 0         | 3:0                             | 9:3                            |
| 2     | Australia         | 2             | 2       | 0       | 0       | 0         | 0         | 0         | 2:0                             | 6:0                            |
| 3     | Brazylia          | 5             | 0       | 1       | 0       | 3         | 0         | 1         | 1:4                             | 9:13                           |
| 4     | Bułgaria          | 1             | 0       | 1       | 0       | 0         | 0         | 0         | 1:0                             | 3:1                            |
| 5     | Chiny             | 3             | 1       | 2       | 0       | 0         | 0         | 0         | 3:0                             | 9:2                            |
| 6     | Czechosłowacja    | 1             | 0       | 0       | 1       | 0         | 0         | 0         | 1:0                             | 3:2                            |
| 7     | Egipt             | 3             | 3       | 0       | 0       | 0         | 0         | 0         | 3:0                             | 9:0                            |
| 8     | Francja           | 1             | 1       | 0       | 0       | 0         | 0         | 0         | 1:0                             | 3:0                            |
| 9     | Iran              | 3             | 1       | 0       | 1       | 1         | 0         | 0         | 2:1                             | 8:5                            |
| 10    | Japonia           | 7             | 0       | 3       | 3       | 0         | 0         | 1         | 6:1                             | 18:12                          |
| 11    | Kanada            | 3             | 2       | 1       | 0       | 0         | 0         | 0         | 3:0                             | 9:1                            |
| 12    | Kuba              | 4             | 2       | 0       | 0       | 0         | 0         | 2         | 2:2                             | 6:6                            |
| 13    | NRD               | 1             | 0       | 1       | 0       | 0         | 0         | 0         | 1:0                             | 3:1                            |
| 14    | RFN               | 1             | 1       | 0       | 0       | 0         | 0         | 0         | 1:0                             | 3:0                            |
| 15    | Rosja             | 3             | 0       | 2       | 0       | 1         | 0         | 0         | 2:1                             | 8:5                            |
| 16    | Rumunia           | 2             | 1       | 0       | 0       | 0         | 0         | 1         | 1:1                             | 3:3                            |
| 17    | Serbia            | 1             | 0       | 1       | 0       | 0         | 0         | 0         | 1:0                             | 3:1                            |
| 18    | Stany Zjednoczone | 3             | 1       | 1       | 0       | 0         | 1         | 0         | 2:1                             | 7:4                            |
| 19    | Tunezja           | 4             | 4       | 0       | 0       | 0         | 0         | 0         | 4:0                             | 12:0                           |
| 20    | Wenezuela         | 1             | 0       | 1       | 0       | 0         | 0         | 0         | 1:0                             | 3:1                            |
| 21    | Węgry             | 1             | 1       | 0       | 0       | 0         | 0         | 0         | 1:0                             | 3:0                            |
| 22    | Włochy            | 4             | 1       | 0       | 2       | 0         | 1         | 0         | 3:1                             | 10:7                           |
| 23    | ZSRR              | 4             | 0       | 0       | 1       | 2         | 0         | 1         | 1:3                             | 7:11                           |
| Razem | Razem             | 61            | 21      | 17      | 8       | 7         | 2         | 6         | 46:15                           | 154:78                         |

Aktualizacja po PŚ 2019.

## Bilans spotkań według edycji
| Rok   | Edycja | Miejsce | Liczba meczów | Zwycięstwa | Porażki | Sety   | Trener           |
| ----- | ------ | ------- | ------------- | ---------- | ------- | ------ | ---------------- |
| 1965  | I      | 2.      | 7             | 6          | 1       | 20:8   | Zygmunt Kraus    |
| 1969  | II     | 8.      | 6             | 3          | 3       | 11:9   | Tadeusz Szlagor  |
| 1977  | III    | 4.      | 8             | 6          | 2       | 18:13  | Jerzy Welcz      |
| 1981  | IV     | 4.      | 7             | 4          | 3       | 14:13  | Aleksander Skiba |
| 2011  | XII    | 2.      | 11            | 8          | 3       | 30:15  | Andrea Anastasi  |
| 2015  | XIII   | 3.      | 11            | 10         | 1       | 31:11  | Stéphane Antiga  |
| 2019  | XIV    | 2.      | 11            | 9          | 2       | 30:9   | Vital Heynen     |
| Razem | Razem  | Razem   | 61            | 46         | 15      | 154:78 |                  |